# Elènia dels turons
Lelènia dels turons (Myiopagis olallai) és una espècie d'ocell de la família dels tirànids (Tyrannidae).

## Hàbitat i distribució
Habita els boscos dels turons del nord de Colòmbia, oest de Veneçuela, Equador i el Perú.